# Костешев
Костешев (бел. Касцяшоў) — деревня в Запольском сельсовете Рогачёвского района Гомельской области Беларуси.

## География

### Расположение
В 9 км на северо-запад от районного центра и железнодорожной станции Рогачёв (на линии Могилёв — Жлобин), 130 км от Гомеля.

### Гидрография
На реке Друть (приток реки Днепр).

## Транспортная сеть
Транспортные связи по просёлочной, затем автомобильной дороге Бобруйск — Гомель. Планировка состоит из короткой, близкой к меридиональной ориентации улицы. Жилые дома деревянные, усадебного типа.

## История
По письменным источникам известна с XVI века. Упоминается в пописе армии Великого княжества Литовского 1567 года. Под 1696 год обозначена как селение в приходе Рогачёвской церкви Козьмы и Демьяна. Упоминается в 1756 году как деревня Костешово в Задруцком войтовстве Рогачёвского староства.
После 1-го раздела Речи Посполитой (1772 год) в составе Российской империи. Согласно переписи 1897 года в Тихиничской волости Рогачёвского уезда Могилёвской губернии. В 1909 году 307 десятин земли.
В 1923 году открыта школа, для которой в том же году построено здание. В 1931 году организован колхоз «Путь Ленина», работала кузница. Во время Великой Отечественной войны в 1944 году оккупанты сожгли деревню и убили 21 жителя. 17 жителей погибли на фронте. Согласно переписи 1959 года в составе колхоза имени С. М. Кирова (центр — деревня Заполье).

## Население

### Численность
- 2004 год — 1 хозяйство, 1 житель.

### Динамика
- 1858 год — 19 дворов, 108 жителей.
- 1897 год — 29 дворов, 221 житель (согласно переписи).
- 1909 год — 34 двора, 266 жителей.
- 1925 год — 31 двор.
- 1940 год — 63 двора, 315 жителей.
- 1959 год — 104 жителя (согласно переписи).
- 2004 год — 1 хозяйство, 1 житель.